# Leptojulis chrysotaenia
Leptojulis chrysotaenia és una espècie de peix de la família dels làbrids i de l'ordre dels perciformes.

## Morfologia
Els mascles poden assolir els 10 cm de longitud total.

## Distribució geogràfica
Es troba a Sri Lanka, a la costa oest de Tailàndia i a Lombok i Bali (Indonèsia).